# Бухаддуз, Азиз
Азиз Бухаддуз (фр. Aziz Bouhaddouz; * 30 марта 1987, Беркан, Марокко) — марокканский футболист, нападающий немецкого клуба «Франкфурт» и сборной Марокко.

## Клубная карьера
Родился в городе Беркан в Марокко, в возрасте одного года вместе с семьей переехал в Германию в город Дитценбах где и пришел в футбольную секцию местного одноимённого футбольного клуба
.
Во взрослом футболе дебютировал в 2006 году выступлениями за команду «Франкфурт», в которой провел один сезон, приняв участие в 13 матчах чемпионата.
В течение 2009 года, на правах аренды, защищал цвета команды клуба «Эрцгебирге».
В том же 2009 году вернулся во «Франкфурт», однако играл только за его вторую команду.
Впоследствии с 2011 по 2014 год играл в составе команд «Веен», «Виктория Кельн» и второй команды «Байер 04».
С 2014 года два сезона защищал цвета команды клуба «Зандхаузен». Тренерским штабом нового этого клуба рассматривался как игрок «основы».
К составу клуба «Санкт-Паули» присоединился в 2016 году.

## Выступления за сборную
2016 года дебютировал в официальных матчах в составе национальной сборной Марокко.
В составе сборной был участником Кубка африканских наций 2017 года в Габоне.
15 июня 2018 года, на Чемпионате мира по футболу в матче с Ираном забил автогол.

## Ссылка
- Статистика выступлений на сайте national-football-teams.com (англ.)
- Профиль на сайте Soccerway (англ.)